# مسابقات ورزش‌های آبی اروپا ۱۹۵۰
مسابقات ورزش‌های آبی اروپا ۱۹۵۰ از ۲۰ تا ۲۷ آگوست ۱۹۵۰ در شهر وین، اتریش برگزار شده است.

## جدول مدال‌ها
میزبان 
| رتبه  | کشور       | طلا | نقره | برنز | مجموع |
| ۱     | فرانسه     | ۴   | ۶    | ۲    | ۱۲    |
| ۲     | هلند       | ۴   | ۴    | ۳    | ۱۱    |
| ۳     | آلمان غربی | ۴   | ۲    | ۲    | ۸     |
| ۴     | سوئد       | ۲   | ۲    | ۲    | ۶     |
| ۵     | دانمارک    | ۱   | ۱    | ۴    | ۶     |
| ۶     | بلژیک      | ۱   | ۰    | ۰    | ۱     |
| ۷     | اتریش      | ۰   | ۱    | ۰    | ۱     |
| ۸     | یوگسلاوی   | ۰   | ۰    | ۳    | ۳     |
| مجموع | مجموع      | ۱۶  | ۱۶   | ۱۶   | ۴۸    |